# Lukas Heller
Lukas Heller (Kiel 21 de julio de 1930 – Londres, 2 de noviembre de 1988) fue un guionista británico de origen alemán.

## Biografía
Heller nació en una familia de judíos alemanes de Kiel. Su padre era el filósofo político Hermann Heller. y emigró al Reino Unido después de la proclamación del Tercer Reich. Ganó un premio Edgar a la mejor película por Hush… Hush, Sweet Charlotte (1964), y también fue conocido por escribir la adaptación en la pantalla de ¿Que fue de Baby Jane? (1962).
Se casó con Caroline (née Carter) que pertenecía a una quáquero inglesa. Tuvieron cuatro hijos: los escritores británicos Bruno y Zoë Heller, Lucy Heller, y Emily Heller. Su hermanastra era la periodista sueca Cordelia Edvardson.

## Filmografía
- Never Back Losers (1961)
- Candidate for Murder (1962)
- ¿Qué fue de Baby Jane? (What Ever Happened to Baby Jane?) (1962)
- Hot Enough for June (1964)
- Canción de cuna para un cadáver (Hush...Hush, Sweet Charlotte) (1964) (con Henry Farrell)
- El vuelo del Fénix (The Flight of the Phoenix) (1965)
- Doce del patíbulo (The Dirty Dozen) (1967) (con Nunnally Johnson)
- El asesinato de la hermana George The Killing of Sister George) (1968) (con Frank Marcus)
- Comando en el mar de China (Too Late the Hero) (1970) (con Robert Aldrich y Robert Sherman)
- Monte Walsh (1970) (con David Zelag Goodman)
- The Deadly Trackers (1973) (con Samuel Fuller)
- Damnation Alley (1977) (con Alan Sharp)
- Son of Hitler (1979) (con Burkhard Driest)
- Hitler's SS: Portrait in Evil (1985) (TV)
- Blue City (1986)